# کاکتوس سپیدمونما
کاکتوس سپیدمونما (نام علمی: Espostoopsis dybowskii) نام یک گونه از زیرخانواده کاکتوس‌واریان است.